# Seven's Travels
Seven's Travels è il terzo album in studio del gruppo rap statunitense Atmosphere, pubblicato nel 2003.

## Tracce
1. History – 1:24
2. Trying to Find a Balance – 4:17
3. Bird Sings Why the Caged I Know – 2:55
4. Reflections – 4:19
5. Gotta Lotta Walls – 4:46
6. The Keys to Life vs. 15 Minutes of Fame – 2:38
7. Apple – 1:59
8. Suicidegirls – 2:40
9. Jason – 0:47
10. Cats Van Bags (featuring Brother Ali) – 4:01
11. Los Angeles – 2:14
12. Lifter Puller – 6:18
13. Shoes – 3:01
14. National Disgrace – 5:02
15. Denvemolorado – 3:11
16. Liquor Lyles Cool July – 2:24
17. Good Times (Sick Pimpin') – 4:56
18. In My Continental – 4:28
19. Always Coming Back Home to You – 4:02
20. Say Shh... – 5:09